# Adesmia augustii
Adesmia augustii är en ärtväxtart som beskrevs av James Francis Macbride. Adesmia augustii ingår i släktet Adesmia och familjen ärtväxter. Inga underarter finns listade i Catalogue of Life.